# Алакольский район
Алако́льский райо́н (каз. Алакөл ауданы) — административная единица на севере Жетысуской области Казахстана. Административный центр — город Ушарал. Площадь района составляет 36,8 тыс. км².

## География
Территория района находится между Балхаш-Алакольской котловиной и хребтом Джунгарский Алатау. Большую часть занимает подгорная равнина с отдельными низкогорными массивами (Арганаты, Аркарлы) и песками (Каракус, Сарыкум, Таскаракум). На юго-востоке простираются хребты Шыбынды, Кайкан, Жабык, Кунгей Тастау и другие. На востоке расположен горный проход — Джунгарские ворота. Разведаны Андреевское и Ильдерсайское бентонитовые месторождения.
Климат района резко континентальный, в горных и предгорных районах умеренный, в долине засушливый и ветреный. Годовое количество атмосферных осадков на равнинной территории 150—260 мм, в горных районах 350—550 мм. Средние температуры января −12—16°С, июля 18—23°С. На равнине распространены серо-бурые полупустынные почвы, в предгорьях — светло-каштановые и чернозёмные.
На территории района протекают реки — Тентек, Токты Чинжала, Жаманты, Кызылтал, Ыргайты. Они питают систему Алакольских озёр — Алаколь, Кошкарколь, Сасыкколь, Коржынколь, Жаланашколь. Разнообразна флора и фауна района. На озёрах и водоёмах гнездятся 180 видов пернатых, в том числе единственные в мире реликтовые чайки. Водятся архары, горные козлы, медведи, барсы, волки, кабаны, корсаки, лисы и зайцы, в озёрах — сазан, белый амур, карп, толстолобик, окунь, судак, карась, пескарь. Растут полынь, рогач, боялыч, солянка и другие; на берегах озёр и в поймах рек — тогайные заросли, тростник и чий; в высотных поясах гор — берёзовые, яблоневые, елово-сосновые леса и альпийские луга.

## Население
Национальный состав (на начало 2019 года):
- казахи — 59 044 чел. (84,74 %)
- русские — 9 505 чел. (13,64 %)
- татары — 517 чел. (0,74 %)
- чеченцы — 282 чел. (0,40 %)
- немцы — 91 чел. (0,13 %)
- уйгуры — 46 чел. (0,07 %)
- украинцы — 7 чел. (0,01 %)
- другие — 187 чел. (0,27 %)
- Всего — 69 679 чел. (100,00 %)

## История
Район был образован под названием Алакульский район в 1928 году в составе Алма-Атинского округа.
В декабре 1930 года, в связи с ликвидацией округов, перешёл в прямое подчинение Казакской АССР.
В феврале 1932 года вошёл в состав Алма-Атинской области.
В марте 1944 года был передан в Талды-Курганскую область.
В июне 1959 года вновь вошёл в состав Алма-Атинской области.
В декабре 1967 года вновь отошёл к Талды-Курганской области.
В апреле 1997 года снова вошёл в состав Алматинской области.
В июне 2022 года вошёл в состав выделенной из Алматинской области Жетысуской области.

## Экономика
В Алакольском районе развито поливное и богарное земледелие. Выращивают зерновые и технические культуры, картофель. На территории Алакольского района организованы заказники: Алакольский государственный водный заказник (12,5 тыс. га); заказник «Токты» (27 тыс. га); яблоневый заказник «Лепсы» (32 тыс. га) и «Реликтовая чайка». По территории района проходит железная дорога Актогай — Достык, автомобильная дорога Алматы — Усть-Каменогорск.

## Административное деление
1. Акжарский сельский округ
2. Актубекский сельский округ
3. Архарлинский сельский округ
4. Бескольский сельский округ
5. Герасимовский сельский округ
6. Екпендинский сельский округ
7. Енбекшинский сельский округ
8. Жагатальский сельский округ
9. Жанаминский сельский округ
10. Жайпакский сельский округ
11. Жыландинский сельский округ
12. Кольбайский сельский округ
13. Кабанбайский сельский округ
14. Кайнарский сельский округ
15. Камыскалинский сельский округ
16. Кызылащинский сельский округ
17. Лепсинский сельский округ
18. Теректинский сельский округ
19. Токжайлауский сельский округ
20. Ушбулакский сельский округ
21. Ынталинский сельский округ
22. Ыргайтинский сельский округ